# ТЭЦ Волжского автозавода
ТЭЦ Волжского автозавода (ТЭЦ ВАЗа) — энергетическое предприятие в городе Тольятти, Самарская область. ТЭЦ является подразделением ПАО «Т Плюс».

## История
Строительство в г. Тольятти гиганта автомобильной промышленности СССР — Волжского Автозавода явилось причиной строительства «ТЭЦ Волжского автозавода». Строительство ТЭЦ было начато в 1966 году и уже в ноябре 1967 года был начат отпуск тепла его потребителям, а в декабре 1969 года запущено первое энергетическое оборудование.
Потребности развивающегося города в тепле и электроэнергии увеличивались с каждым годом. Стало очевидно, что ТЭЦ ВАЗа необходима вторая очередь. Уже в 1975-1979 гг. были введены ещё 220 МВт электрической мощности.
ТЭЦ ВАЗа развивается и сейчас[когда?]. В рамках реализации Волжской ТГК проекта по «Развитию системы теплоснабжения Тольяттинского энергетического узла» предстоит реконструировать теплофикационные установки ТЭЦ ВАЗа под увеличение тепловых нагрузок. Согласно планам после реализации этой программы у станции будет возможность выдать дополнительно около 610 Гкал/час.

## Деятельность
«ТЭЦ Волжского автозавода» обеспечивает энергоснабжение, отопление и горячее водоснабжение всех подразделений ОАО «АВТОВАЗ», Автозаводского района города Тольятти, а также предприятий промышленно-коммунальной зоны этого района города. В связи с нехваткой тепловой мощности «ТЭЦ Волжского автозавода», в 2004 году началась переброска тепловой мощности Тольяттинской ТЭЦ в Автозаводской район.
Основное топливо станции — природный газ, резервное — мазут. На ТЭЦ разработаны и успешно эксплуатируются технологии, обеспечивающие защиту окружающей среды.
За время работы станции проведено много работ по реконструкции и модернизации оборудования- мероприятия по снижению вредных выбросов в окружающую среду, позволившие снизить выбросы окислов азота на 40-50%, реконструкция системы оборотного водоснабжения, деаэраторов подпитки цикла и теплосети и т.д.
Сегодня эта станция по праву считается самым крупным предприятием Самарской энергосистемы. ТЭЦ ВАЗа обеспечивает энергоснабжение, отопление и горячее водоснабжение Волжского автомобильного завода, Автозаводского района г.Тольятти и коммунальной зоны.

## Интересные факты
- Две дымовые трубы ТЭЦ достигают высоты 248 метров и являются самыми высокими сооружениями города.
- На кабельной линии 220 кВ энергетики ТЭЦ ВАЗа используют современный кабель марки ПвПу2г-1х500/150-127/220. Конструкция кабеля представляет собой медную многопроволочную жилу в изоляции из сшитого полиэтилена и обладает высокими эксплуатационными характеристиками. Кабель, используемый на ТЭЦ ВАЗа, очень тяжелый: при длине в 1 км его вес составляет 12 тонн, что сопоставимо с весом 12 автомобилей «Лада Гранта».

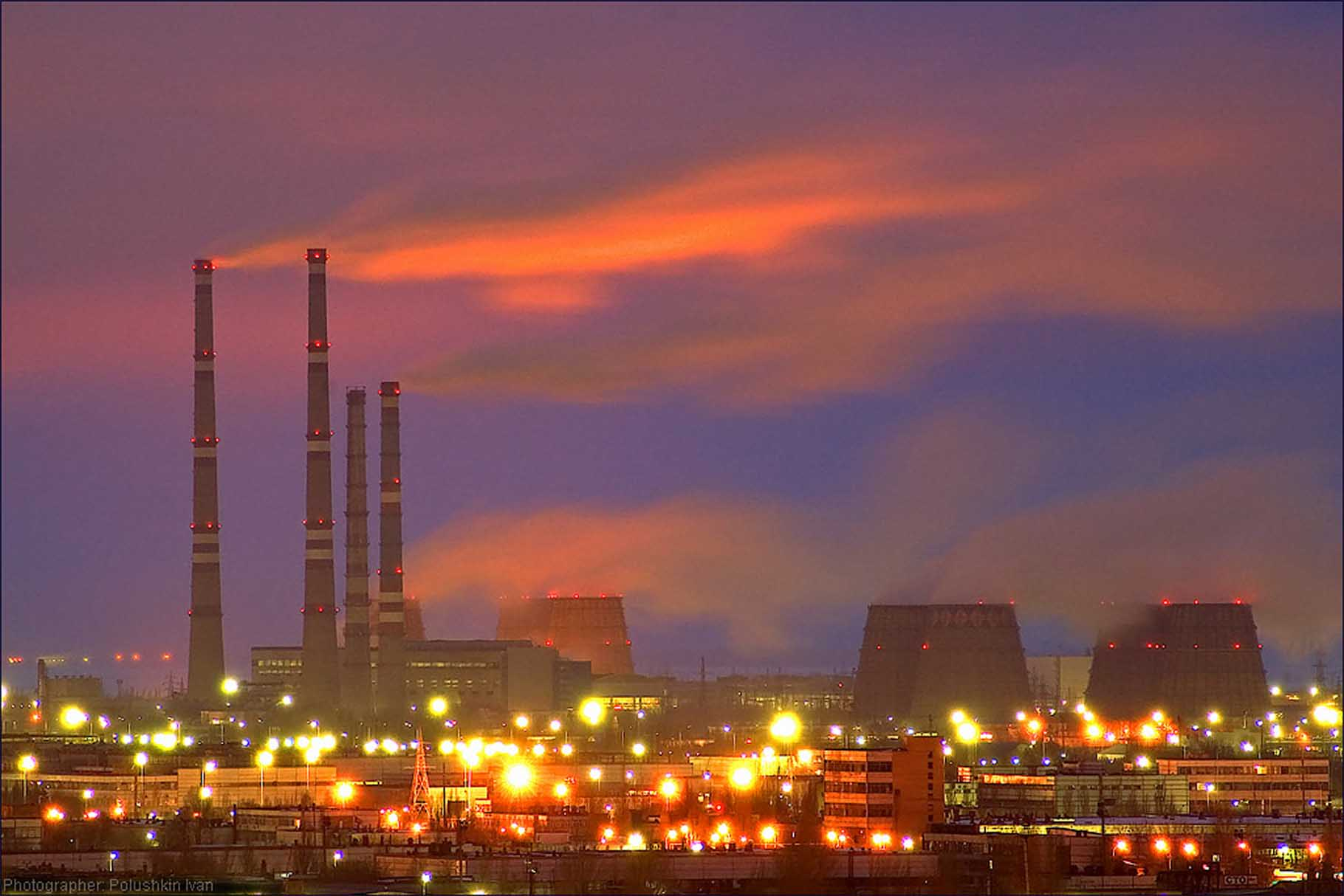
Общий вид ТЭЦ
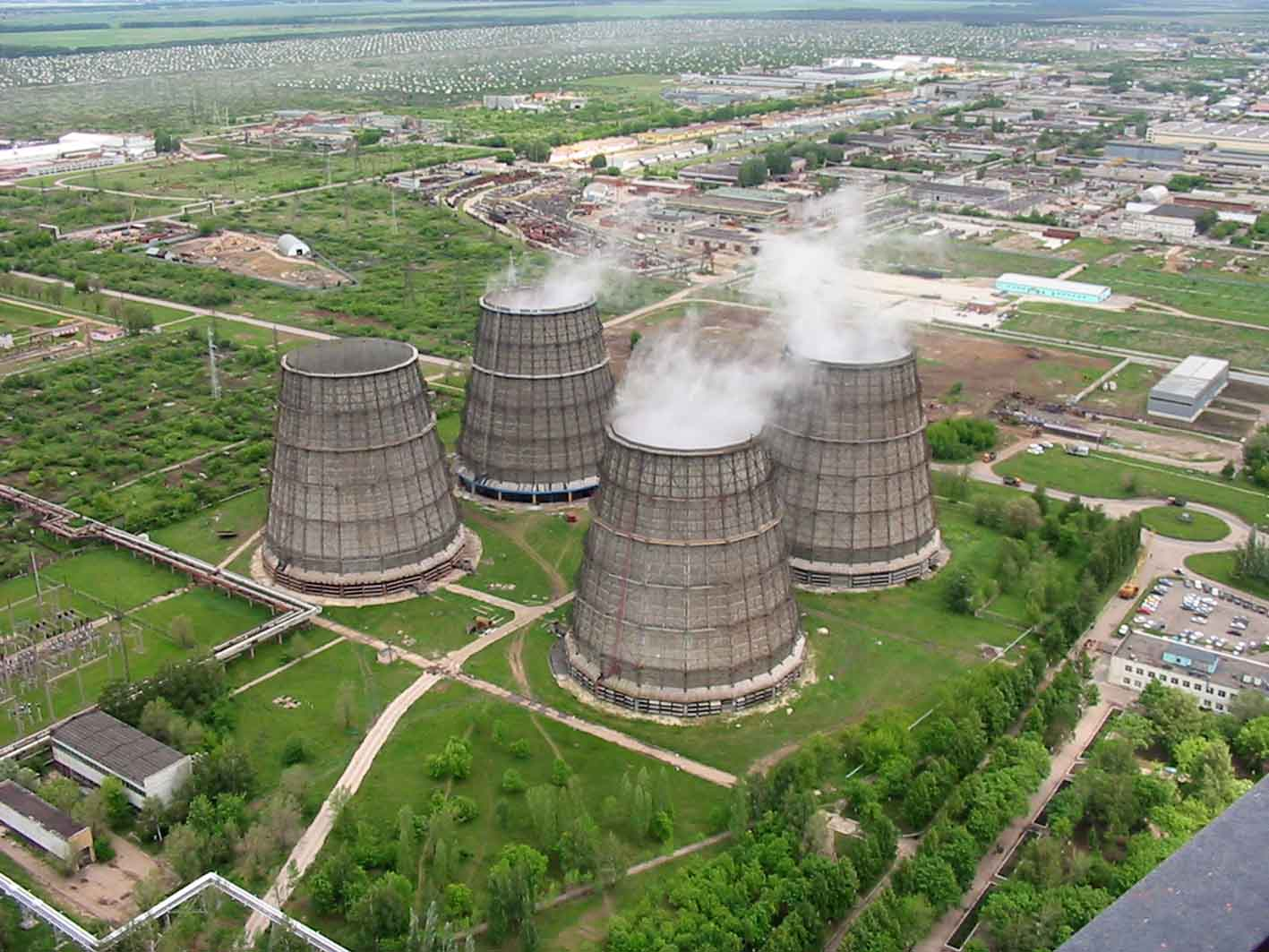
Градирни станции
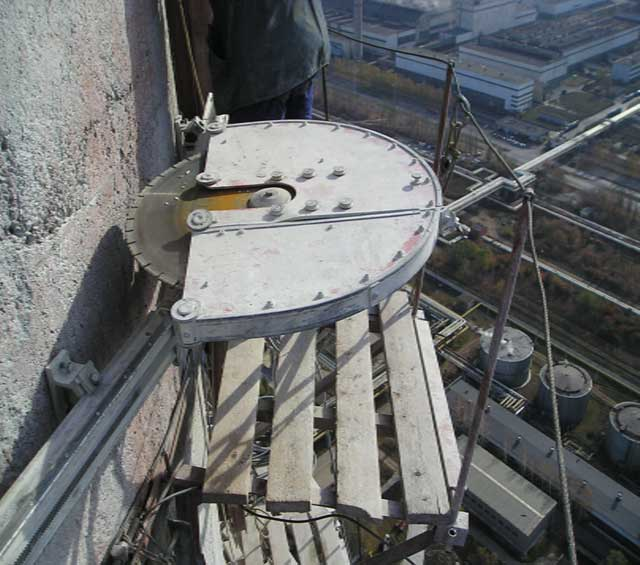
Демонтаж 180 метровой дымовой трубы, выведенной из эксплуатации
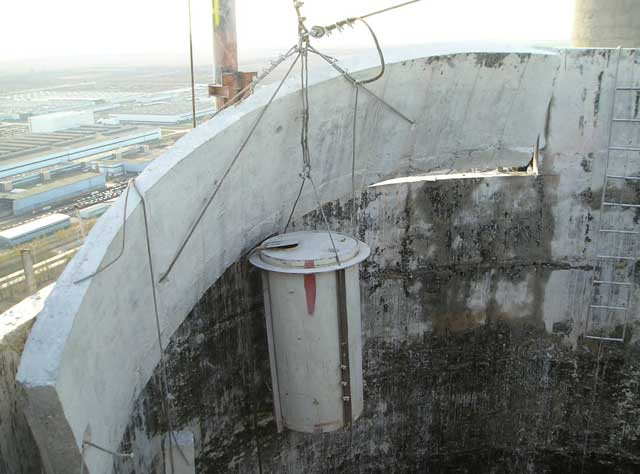
Демонтаж 180 метровой дымовой трубы, выведенной из эксплуатации

## Перечень основного оборудования
| Агрегат                              | Тип                 | Изготовитель                                     | Количество | Ввод в эксплуатацию | Основные характеристики | Основные характеристики | Источники   |
| Агрегат                              | Тип                 | Изготовитель                                     | Количество | Ввод в эксплуатацию | Параметр                | Значение                | Источники   |
| ------------------------------------ | ------------------- | ------------------------------------------------ | ---------- | ------------------- | ----------------------- | ----------------------- | ----------- |
| Оборудование паротурбинных установок |                     |                                                  |            |                     |                         |                         |             |
| Паровой котёл                        | ТГМ-84              | Таганрогский котельный завод «Красный котельщик» | 9          | 1969—1979 г.        | Топливо                 | газ                     | [ 3 ]       |
| Паровой котёл                        | ТГМ-84              | Таганрогский котельный завод «Красный котельщик» | 9          | 1969—1979 г.        | Производительность      | 420 т/ч                 | [ 3 ]       |
| Паровой котёл                        | ТГМ-84              | Таганрогский котельный завод «Красный котельщик» | 9          | 1969—1979 г.        | Параметры пара          | 140 кгс/см2, 550 °С     | [ 3 ]       |
| Паровой котёл                        | ТГМЕ-464            | Таганрогский котельный завод «Красный котельщик» | 5          | 1982—1991 г.        | Топливо                 | газ, уголь              | [ 3 ]       |
| Паровой котёл                        | ТГМЕ-464            | Таганрогский котельный завод «Красный котельщик» | 5          | 1982—1991 г.        | Производительность      | 500 т/ч                 | [ 3 ]       |
| Паровой котёл                        | ТГМЕ-464            | Таганрогский котельный завод «Красный котельщик» | 5          | 1982—1991 г.        | Параметры пара          | 140 кгс/см2, 550 °С     | [ 3 ]       |
| Паровая турбина                      | ПТ-60-130/13        | Ленинградский металлический завод                | 2          | 1969 г. 1970 г.     | Установленная мощность  | 60 МВт                  | [ 2 ] [ 3 ] |
| Паровая турбина                      | ПТ-60-130/13        | Ленинградский металлический завод                | 2          | 1969 г. 1970 г.     | Тепловая нагрузка       | — Гкал/ч                | [ 2 ] [ 3 ] |
| Паровая турбина                      | Т-100-130           | Уральский турбинный завод                        | 4          | 1970 г. 1971 г.     | Установленная мощность  | 105 МВт                 | [ 2 ] [ 3 ] |
| Паровая турбина                      | Т-100-130           | Уральский турбинный завод                        | 4          | 1970 г. 1971 г.     | Тепловая нагрузка       | — Гкал/ч                | [ 2 ] [ 3 ] |
| Паровая турбина                      | Т-110/120-130-3     | Уральский турбинный завод                        | 2          | 1976 г. 1978 г.     | Установленная мощность  | 110 МВт                 | [ 2 ] [ 3 ] |
| Паровая турбина                      | Т-110/120-130-3     | Уральский турбинный завод                        | 2          | 1976 г. 1978 г.     | Тепловая нагрузка       | — Гкал/ч                | [ 2 ] [ 3 ] |
| Паровая турбина                      | ПТ-135/165-130/15   | Уральский турбинный завод                        | 2          | 1982 г. 1983 г.     | Установленная мощность  | 135 МВт                 | [ 2 ] [ 3 ] |
| Паровая турбина                      | ПТ-135/165-130/15   | Уральский турбинный завод                        | 2          | 1982 г. 1983 г.     | Тепловая нагрузка       | — Гкал/ч                | [ 2 ] [ 3 ] |
| Паровая турбина                      | ПТ-140/165-130/15-2 | Уральский турбинный завод                        | 1          | 1987 г.             | Установленная мощность  | 142 МВт                 | [ 2 ] [ 3 ] |
| Паровая турбина                      | ПТ-140/165-130/15-2 | Уральский турбинный завод                        | 1          | 1987 г.             | Тепловая нагрузка       | — Гкал/ч                | [ 2 ] [ 3 ] |
| Водогрейное оборудование             |                     |                                                  |            |                     |                         |                         |             |
| Водогрейный котёл                    | ПТВМ-100            | Барнаульский котельный завод                     | 10         | 1967—1975 г.        | Топливо                 | газ                     | [ 3 ]       |
| Водогрейный котёл                    | ПТВМ-100            | Барнаульский котельный завод                     | 10         | 1967—1975 г.        | Производительность      | 100 Гкал/ч              | [ 3 ]       |
| Водогрейный котёл                    | ПТВМ-180            | Барнаульский котельный завод                     | 2          | 1977 г. 1980 г.     | Топливо                 | газ                     | [ 3 ]       |
| Водогрейный котёл                    | ПТВМ-180            | Барнаульский котельный завод                     | 2          | 1977 г. 1980 г.     | Производительность      | 180 Гкал/ч              | [ 3 ]       |
| Водогрейный котёл                    | КВГМ-180-150-2      | Барнаульский котельный завод                     | 2          | 1994 г. 1997 г.     | Топливо                 | газ                     | [ 3 ]       |
| Водогрейный котёл                    | КВГМ-180-150-2      | Барнаульский котельный завод                     | 2          | 1994 г. 1997 г.     | Производительность      | 180 Гкал/ч              | [ 3 ]       |